# 今日的香港藝術
《今日的香港藝術》是1962年5月25日至7月4日在香港大會堂博物美術館（1975年易名為香港藝術館）舉行的展覽，展出65名藝術家共120件展品。這是博物美術館同年三月落成後的首個大型展覽，亦是政府籌辦的首項藝術比賽。
展覽除了一如以往邀請藝術家參展，亦公開徵集作品，引起本地藝術界的關注。博物美術館主任及策展人約翰·溫納（John Warner）在展覽目錄的敍言中闡述了他認為「能代表現時代之適當的藝術形式」：「特別注意材料之質素，聰明之嘗試，及新穎之創作」，而摒除「陳舊之派別，呆板之技術，及卑劣之抄襲」。

## 重要性
博物美術館位於當時新建的香港大會堂高座内，是香港中環海濱旁的一所現代建築。這所博物美術館採取明確的政策，宣揚及推廣「香港藝術」，而非中國、英國或其他西方藝術。作為新地標落成後一系列拓展活動中的盛事，《今日的香港藝術》正體現了這一使命，亦是首個以香港藝術為主題的展覽。
儘管展覽在博物館內進行，展出的藝術品均可發售，並在目錄中標有價格。博物美術館收購了當中一些作品，構成其香港藝術收藏的基礎。

## 爭議
公開作品徵集成功引起本地藝術界的濃厚興趣，可是亦因為這個緣故，展覽不久觸發爭議。
陳福善是眾多在公開徵集中作品被拒絕的藝術家之一。陳福善是1930年代起活躍於香港藝壇的水彩畫家，以繪畫自然主義風格的山水畫聞名。他向展覽提交了幾幅抽象作品，是其藝術創作的新嘗試。最終他只有一件作品入選。陳福善既為1950年代的知名人物，更被委任為新建成的博物館顧問，他落選後決定就這次挫敗公開表達不滿，力陳展覽的弊端，引起了一場藝術界的風波。他為此洋洋灑灑撰寫了一篇文章，題為「大會堂畫展落選記」，在《華僑日報》連載發表。 
圍繞展覽的爭議包括：當時著名藝術家在公開徵集落選；多名落選的藝術家均出身同一個組織（華人現代藝術研究會，由陳福善擔任主席）；評選委員小組在保密原則下欠透明度的評選標準；入選的中國畫和西方畫數量不平均；以及評選傾向抽象藝術。
展覽反映自然主義藝術趨向落伍，而抽象藝術深受青睐。2001年，正在攻讀藝術史博士學位的李世莊就這次事件及其迴響寫道：「溫氏對現代和抽象藝術的偏愛，直接影響館方日後主辦展覽和收藏作品的方向，本地一些藝術工作者為了迎合館方的口味，紛紛轉向抽象藝術方面發展，形成了本地藝術的一個新方向。」
藝術史家David Clarke形容，陳福善的挫敗從個人層面而言是「事業災難」。他觀察到「在1960年代的大部分時間，陳福善的作品顯示他對藝術探索失去安全感。」陳福善的抽象派實驗並不成功，直到十年後才創出下一個藝術突破。

## 藝術家
是次展覽共有65位藝術家參展，包括：
- 江元瑾
- 陳清濤
- 陳球安
- 陳錄記
- 趙少昂
- 陳榮健
- 張義
- 周永沾
- 周世聰
- 徐榕生
- Cuy SICHEL
- D. G. WYE
- David PUN
- 白連
- Edmund EMAMOODEN
- F. WILLIAMS
- 何爾曼
- 尤紹曾
- 夏德飛
- Julia BARON
- K. E. TOMLIN
- 金嘉倫
- 江伯魚
- 郭文基
- 鄺耀鼎
- 李汛萍
- 李文彰
- 黎明
- 林澤鈿
- 林鎮輝
- 林建同
- 劉煒堂
- 李國榮
- 李流丹
- 梁伯譽
- 梁錫莊
- 盧巨川
- 陸無涯
- 呂燦銘
- 呂壽琨
- 陳福善
- 譚慧霞
- J.P. POTTER
- Marianne SCHIOLL
- Mavis BAKER
- Mrs HOLZBURGER
- 韓志勳
- 潘士超
- 彭楨
- 江從新
- 鄔玉笙
- Roy RIDGEWAY
- 宋志元
- 謝江華
- Wendy YEO
- John WARNER
- 黃家齊
- 黃浩然
- 黃祥
- 黃般若
- 黃佩瑚
- 王無邪
- Y. ELIAS
- 楊善深
- 嚴以敬